# Bosonisk strängteori

Strängarna kan vara både öppna och slutna i bosonisk strängteori

Bosonisk strängteori är den mest ursprungliga och enklaste formen av strängteori som kom till på 1960-talet. Dess namn har den fått av att den endast beskriver bosonerna (de kraftbärande partiklarna som ex. fotonen). Teorierna innehåller alltså inga fermioner, materiepartiklar som exempelvis protonen eller elektronen.
Det hela började med att en teorisk fysiker Gabriele Veneziano som 1968 arbetade vid CERN forskade i egenskaper hos den starka kärnkraften. Han använde sig av dualresonansmodellen, en modell som visar hur hadroner uppför sig. Veneziano kom då fram till en funktion som förklarade hur hadroner växelverkar. Detta upptäckte han snart var samma formel som den så kallade betafunktion matematikern Leonard Euler arbetat fram redan 200 år tidigare. Formeln blev mycket uppmärksammad och olika generaliseringar av den nyttjades febrilt i forskarvärlden för att bearbeta all data som samlats in från olika partikelacceleratorer. Men ingen visste varför den välanvända formeln fungerade.
Inte förrän 1970 hittade fysikern Leonard Susskind en mycket väl fungerande modell som motsvarade Eulers betafunktion. Även på andra håll oberoende av Leonard Susskind fann fysikerna Yoichiro Nambu vid University of Chicago, Holger Bech-Nielsen vid Niels Bohr-institutet samma samband. Man fann en modell för elementarpartiklar där de var små vibrerande endimensionella strängar vars växelverkan precis motsvarade Eulers betafunktion. 
Beroende på om strängarna är öppna eller slutna (och lite andra egenskaper) kan man dela in bosonisk strängteori i fyra olika typer som alla anses instabila då de innehåller tachyoner (en partikel som kan färdas fortare än ljuset). Denna partikel motsvarar själva grundtillståndet, det tillstånd med lägst vibration för en bosonisk sträng. Bosonisk strängteori kräver dessutom 26 dimensioner av rumtiden för att fungera varav 25 är rumsdimensioner och en är tidsdimension. Förutom de tre rumsdimensionerna vi ser idag föreställer man sig de 22 övriga ihoprullade till en form som liknar ett bildäck (torus). Vidare innehåller de bosoniska strängteorierna en graviton (tyngdkraftspartikel) och rumtiden uppfyller en generalisering av den allmänna relativitetsteorins ekvationer. 
Frånvaron av fermioner (vars existenser är väl beprövade) och närvaron av tachyoner gör inte den bosoniska strängteorin särskilt trovärdig, men den används ofta som en inledande modell i läroböcker och texter om strängteori för att ge en grund till de senare komna supersträngteorierna som kräver supersymmetri och därför också beskriver fermioner. De utvecklades runt år 1975 efter att man i högenergiexperiment konstaterat att den bosoniska strängteorin var ohållbar och rent motsägelsefull.